# Stazione di Borgo San Martino
La stazione di Borgo San Martino è una stazione ferroviaria posta sulla linea Chivasso-Alessandria. Serve il centro abitato di Borgo San Martino.